# Marcy Walker
Marcy Walker (* 26. November 1961 in Paducah, Kentucky als Marcy Lynn Walker) ist eine amerikanische Jugend- & Kinderpastorin/-missionarin und Schauspielerin, bekannt durch ihre Auftritte in diversen Seifenopern. Zu ihren bekanntesten Rollen, zählen die der Liza Colby in All My Children und Eden Capwell-Castillo in California Clan.

## Biografie
Durch den Beruf ihres Vaters, eines Geschäftsmanns, der im Außendienst arbeitete, zog die Familie häufig um. Walker verbrachte einige Zeit ihrer Kindheit auch in der Schweiz und im Iran. An der Southern Illinois University absolvierte sie ihr Schauspielstudium.
Ihren ersten Erfolg erlebte Walker 1981 mit der Rolle der Liza Colby bei der US-Seifenoper All My Children. Dafür wurde sie 1983 und 1984 für den Emmy nominiert.
Den größten Erfolg und Bekanntheitsgrad erlangte sie jedoch in der Rolle der Eden Capwell in der US-Seifenoper California Clan. Ihre Liebesgeschichte mit Cruz Castillo, dargestellt von A Martinez, wurde zu einer der bekanntesten und beliebtesten in der Welt der Seifenopern. 1989 wurde sie für diese Rolle nicht nur für den Emmy nominiert, sondern gewann diesen diesmal auch für ihre herausragende Darstellung als Opfer einer Vergewaltigung und deren Folgen.
Außerdem war sie in den Kinoproduktionen Heiße Ferien und Talking About Sex zu sehen.
Marcy Walker war fünfmal verheiratet, unter anderem mit dem Schauspieler Billy Warlock. Aus ihrer Ehe mit Stephan Collins hat sie einen Sohn, Taylor Collins (* 1989).
1999 heiratete sie ihren derzeitigen Ehemann Doug Smith. Seither ist sie bekannt unter dem Namen Marcy Walker-Smith oder Marcy Smith.

## Filmografie (Auswahl)

### Kino
- 1985: Heiße Ferien (Hot Resort)
- 1994: Talking About Sex

### Fernsehen
- 1980: Das Leben auf dem Mississippi (Life on the Mississippi)
- 1988: Desperado – Die Rache (The Return of Desperado)
- 1990: Perry Mason: Der falsche Tote (The Case of the Desperate Deception)
- 1990: Bar Girls
- 1990: Babies
- 1992: Midnight's Child
- 1992: Overexposed
- 1993: Nick's Game
- 1995: Drohung aus dem Dunkeln (Terror in the Shadows)
- 1996: Bombenterror – Todesangst im Schulbus (Sudden Terror: The Hijacking of School Bus #17)

### Serien
- All my Children (Liza Colby)
- California Clan (Santa Barbara) (Eden Capwell-Castillo)
- Springfield Story (Guiding Light) (Tangie Hill)
- All my Children (Liza Colby-Chandler)

## Auszeichnungen und Ehrungen
| Year | Award                                           | Role (Show)                    |
| ---- | ----------------------------------------------- | ------------------------------ |
| 2001 | Daytime Emmy nominiert, beste Hauptdarstellerin | Liza Colby (All My Children)   |
| 1997 | Soap Opera Award beste Nebendarstellerin        | Liza Colby (All My Children)   |
| 1989 | Daytime Emmy, gewonnen, beste Hauptdarstellerin | Eden Capwell (California Clan) |
| 1989 | Daytime Emmy nominiert, beste Hauptdarstellerin | Eden Capwell (California Clan) |
| 1988 | Daytime Emmy nominiert, beste Hauptdarstellerin | Eden Capwell (California Clan) |
| 1987 | Daytime Emmy nominiert, beste Hauptdarstellerin | Eden Capwell (California Clan) |
| 1984 | Daytime Emmy nominiert, beste Nebendarstellerin | Liza Colby (All My Children)   |
| 1983 | Daytime Emmy nominiert, beste Nebendarstellerin | Liza Colby (All My Children)   |

## Missions-Hintergrund
Am 5. August 2004 wurde bekannt, dass sie eine Stelle als Jugend- und Kinderpastorin/-missionarin in der Hope Church in Wilton, Connecticut antreten werde.
Im Frühjahr 2005, nach ewigem Hin und Her zweier Rollen, als Schauspielerin und Teilzeitpastorin, beschloss sie, die christliche auf Vollzeitbasis zu verfolgen. Später im Jahr 2005 begann sie in der Lake Forest Kirche in Huntersville (North Carolina) als deren Direktor der Kindermission zu arbeiten.
22. Juli 2010 verkündete sie auf ihrer Facebook-Seite, dass sie von ihrer Position als Mitarbeiter ihrer Kirche zurückgetreten war, um die Stelle einer anderen Kirche in Charlotte anzutreten. Der Missions-Pfarrer von ihrer ehemaligen Kirche hat einmal gesagt, „Marcy ist die coolste.“
2011 trat Marcy dem Team von LifeChurch.tv in Edmond, bei.